# Zenkeria
Zenkeria es un género de plantas herbáceas perteneciente a la familia de las poáceas. Es originario de la India, Ceilán, Birmania. Comprende 5 especies descritas y   aceptadas.

## Descripción
Son plantas perennes; cespitosas de 60-130 cm de alto; herbáceas. Las láminas amplias o estrechas, de 5-25 mm de ancho, planas, o laminadas; pseudopeciolada. Lígula con una franja de pelos. Plantas bisexuales, con espiguillas bisexuales; con flores hermafroditas. La inflorescencia paniculada; abierta. 

## Taxonomía
El género fue descrito por Carl Bernhard von Trinius y publicado en Linnaea 11(2): 150. 1837.   La especie tipo es: Zenkeria elegans Trin.

## Especies aceptadas
A continuación se brinda un listado de las especies del género Zenkeria aceptadas hasta noviembre de 2013, ordenadas alfabéticamente. Para cada una se indica el nombre binomial seguido del autor, abreviado según las convenciones y usos. 
- Zenkeria elegans Trin.
- Zenkeria jainii N.C.Nair, Sreek. & V.J.Nair
- Zenkeria obtusiflora Benth.
- Zenkeria sebastinei A.N.Henry & Chandrab.
- Zenkeria stapfii Henrard